# Geothelphusa miyazakii
Geothelphusa miyazakii is een krabbensoort uit de familie van de Potamidae. De wetenschappelijke naam van de soort is voor het eerst geldig gepubliceerd in 1965 door Miyake & Chiu.